# Список війн за участю Чорногорії
У цій статті наведено неповний перелік війн за участю Чорногорії, чорногорського народу або чорногорської армії.
В переліку вказана назва конфлікту, дата, ворогуючі сторони та його результат:
      Перемога Чорногорії
      Поразка Чорногорії
      Інший результат (Мирний договір або невизначений результат, статус кво, результат громадянської війни, невідомий результат)
      Незавершений конфлікт

## Князівство Чорногорія
Нижче наведено перелік війн за участю князівства Чорногорія.
| Конфлікт                                | Дата          | Перша сторона і союзники | Друга сторона     | Результат                                                                                                 |
| --------------------------------------- | ------------- | ------------------------ | ----------------- | --- |
| Чорногорсько-турецька війна (1852-1853) | 1852-1853 рр. | Князівство Чорногорія    | Османська імперія | Перемога. - Відраза імперської агресії.                                                                   |
| Чорногорсько-турецька війна (1861-1862) | 1861-1862 рр. | Князівство Чорногорія    | Османська імперія | Поразка. - Територіальна експансія Османської імперії на землі Чорногорії.                                |
| Чорногорсько-турецька війна (1876—1878) | 1876-1878 рр. | Князівство Чорногорія    | Османська імперія | Вирішальна перемога. - Звільнення Чорногорії. - Анексія Чорногорією окремих територій Османської імперії. |
| Російсько-японська війна                | 1904-1905 рр. | Князівство Чорногорія    | Японська імперія  | Поразка союзника. - Номінальна участь Чорногорії.                                                         |

## Королівство Чорногорія
Нижче наведено перелік війн за участю королівства Чорногорія..
| Конфлікт               | Дата            | Перша сторона і союзники | Друга сторона                                                           | Результат                                                     |
| ---------------------- | --------------- | --- | ----------------------------------------------------------------------- | ------------------------------------------------------------- |
| Перша Балканська війна | 1911–1912 роки. | Балканська ліга: Болгарське царство Грецьке королівство Королівство Чорногорія Королівство Сербія | Османська імперія                                                       | Перемога. - Османська імперія втрачає контроль над Балканами. |
| Друга Балканська війна | 1913 рік.       | Османська імперія Королівство Сербія Грецьке королівство Румунське королівство Королівство Чорногорія | Болгарське царство                                                      | Перемога.                                                     |
| Перша світова війна    | 1914-1918 рік.  | Франція Британська імперія Російська імперія США Сполучені Штати Америки Китай Королівство Італія Японська імперія Канада Австралія Нова Зеландія Британська Індія Південно-Африканський союз Сербське князівство Румунське королівство Бельгія Греція Португалія Бразилія | Німецька імперія Австро-Угорщина Османська імперія Королівство Болгарія | Перемога.                                                     |
| Різдвяне повстання     | 1919 рр.        | Королівство Чорногорія | Білі сили                                                               | Поразка - Федералізація Балкан.                               |

## Сучасна Чорногорія
Нижче наведено перелік війн за участю сучасної Чорногорії.